# ایستگاه راه‌آهن چتم جنوبی
ایستگاه راه آهن چتم جنوبی (انگلیسی: South Chatham Railroad Station) یک ایستگاه قطار سابق که واقع در چتم، ماساچوست است.
این ایستگاه در سال ۱۸۸۷ توسط شرکت راه آهن چتم زمانیکه خط فراتر از هارویک تمدید شد، ساخته شد. هنوز معلوم نیست این ایستگاه چه زمانی تخریب شد.